# 船尾座V
船尾座V，又名CD-48 3349，HD 65818、SAO 219226、HR 3129，是船尾座的一颗恒星，视星等为4.41，位于銀經263.48，銀緯-10.28，其B1900.0坐标为赤經7h 55m 21.9s，赤緯-48° -10.28′ 25″。